# Julius Menadier
Julius Menadier (Gandersheim, 7 agosto 1854 – Berlino, 12 gennaio 1939) è stato un numismatico tedesco.
Il suo ambito di ricerca principale è stata la monetazione medievale.

## Biografia
Nel 1884 iniziò a collaborare come volontario al Münzkabinett Berlin, nel 1885 ne divenne assistente alla direzione, nel 1898–1921 ne fu il direttore, fino al 1919 assieme a Heinrich Dressel. Durante la sua attività al Kabinett, la collezione fu notevolmente ampliata. Nelle sue pubblicazioni ha utilizzato in primo luogo la sua conoscenza della tradizione scritta del Medioevo, che a volte lo spinsero in un dogmatismo contro le fonti archeologiche. Così si è impegnato con saggi con un altro esperto di numismatica medievale, Hermann Dannenberg.
Anche i suoi figli Karl (1889–1914) e Dorothea (1891–19??) sono stati dei numismatici.

## Scritti
- Deutsche Münzen. Gesammelte Aufsätze zur Geschichte des deutschen Münzwesens, in 4 volumi, Berlino 1891–1898
- Schaumünzen des Hauses Hohenzollern, Berlino 1901
- Die Münzen der Grafschaft Mark, Dortmund 1909
- Die Aachener Münzen, Berlino 1913